# ATC (B02)
Jest to część klasyfikacji anatomiczno-terapeutyczno-chemicznej:
- B – Krew i układ krwiotwórczy
  - B 01 – Leki przeciwzakrzepowe
  - B 02 – Leki przeciwkrwotoczne
  - B 03 – Leki stosowane w niedokrwistości
  - B 05 – Preparaty krwiozastępcze i roztwory do wlewów
  - B 06 – Inne leki hematologiczne

## B 02 A – Leki przeciwfibrynolityczne
- B 02 AA – Aminokwasy
  - B 02 AA 01 – kwas aminokapronowy
  - B 02 AA 02 – kwas traneksamowy
  - B 02 AA 03 – kwas aminometylobenzenowy
- B 02 AB – Inhibitory proteinaz
  - B 02 AB 01 – aprotynina
  - B 02 AB 02 – alfa1-antytrypsyna
  - B 02 AB 04 – kamostat
  - B 02 AB 05 – ulinastatyna

## B 02 B – Witamina K i inne leki hemostatyczne
- B 02 BA – Witamina K
  - B 02 BA 01 – fitomenadion
  - B 02 BA 02 – menadion
- B 02 BB – Fibrynogen
  - B 02 BB 01 – ludzki fibrynogen
- B 02 BC – Leki hemostatyczne do stosowania miejscowego
  - B 02 BC 01 – gąbka żelatynowa
  - B 02 BC 02 – utleniona celuloza
  - B 02 BC 03 – ester hydroksymetylowy kwasu tetragalakturonowego
  - B 02 BC 05 – adrenalon
  - B 02 BC 06 – trombina
  - B 02 BC 07 – kolagen
  - B 02 BC 08 – alginian wapnia
  - B 02 BC 09 – adrenalina
  - B 02 BC 30 – połączenia
- B 02 BD – Czynniki krzepnięcia
  - B 02 BD 01 – czynnik IX, II, VII i X w połączeniach
  - B 02 BD 02 – czynnik VIII
  - B 02 BD 03 – zespół czynników krzepnięcia przeciw inhibitorowi czynnika VIII
  - B 02 BD 04 – czynnik IX
  - B 02 BD 05 – czynnik VII
  - B 02 BD 06 – czynnik von Willebranda i czynnik VIII w połączeniach
  - B 02 BD 07 – czynnik XIII
  - B 02 BD 08 – czynnik VIIa
  - B 02 BD 10 – czynnik von Willebranda
  - B 02 BD 11 – katridekakog
  - B 02 BD 13 – czynnik X
  - B 02 BD 14 – susoktokog alfa
  - B 02 BD 15 – waloktokogen roksaparwowek
  - B 02 BD 16 – etranakogen dezaparwowek
  - B 02 BD 30 – trombina
- B 02 BX – Inne leki hemostatyczne działające ogólnie
  - B 02 BX 01 – etamsylat
  - B 02 BX 02 – karbazochrom
  - B 02 BX 03 – batroksobin
  - B 02 BX 04 – romiplostym
  - B 02 BX 05 – eltrombopag
  - B 02 BX 06 – emicizumab
  - B 02 BX 07 – lusutrombopag
  - B 02 BX 08 – awatrombopag
  - B 02 BX 09 – fostamatinib
  - B 02 BX 10 – koncyzumab